# Sakùntala
La leggenda di Sakùntala (en español: La leyenda de Sakuntala) es una ópera en tres actos con música y libreto en italiano de Franco Alfano, basando su obra en el drama Abhijñānaśākuntalam de Kalidasa (siglo V a. C.).
Fue estrenada en el Teatro Comunale de Bolonia el 10 de diciembre de 1921. La partitura completa y el material orquestal se creyeron destruidos cuando un bombardeo aliado dañó los archivos del editor de Alfano, Ricordi, durante la Segunda Guerra Mundial, de manera que Alfano reconstruyó la ópera y se estrenó en el Teatro dell'Opera en Roma el 5 de enero de 1952 con el título abreviado de Sakùntala. Durante los ensayos para una reposición e Roma en abril de 2006, se descubrió una copia de la partitura original de 1921 en los archivos de Ricordi, y la ópera se representó por vez primera en su forma original en tiempos modernos, con el nombre original, La leggenda di Sakùntala. Considerada por los críticos como la mejor obra de Alfano, aunque raramente representada en tiempos recientes, la ópera se representó siete veces para la radio italiana entre su estreno y 1979. Estas retransmisiones presentaron a cantantes como las sopranos Magda Olivero, Anna de Cavalieri y Celestina Casapietra en el rol titular. La ópera se repuso también en el Festival de Ópera de Wexford en 1982.
Esta ópera rara vez se representa en la actualidad; en las estadísticas de Operabase aparece con sólo 1 representación en el período 2005-2010, siendo la tercera de Franco Alfano.

## Personajes
| Personaje                        | Tesitura     |
| -------------------------------- | ------------ |
| Sakuntala, (Sacerdotisa)         | soprano      |
| El rey,                          | tenor        |
| Kanva, (padre de Sakuntala)      | bajo         |
| Priyamvada, (amiga de Sakuntala) | mezzosoprano |
| Anusuya, (amiga de Sakuntala)    | soprano      |
| Durvasas, (sacerdote)            | bajo         |
| Harita, (un muchacho)            | bajo         |
| Ermitaño                         | tenor        |
| Escudero                         | barítono     |